# Mad Max (jeu vidéo, 2015)
Ne doit pas être confondu avec Mad Max (jeu vidéo, 1990).
Mad Max est un jeu vidéo de combat motorisé en monde ouvert développé par Avalanche Studios et édité par Warner Bros. Interactive Entertainment. Le jeu prend place dans l'environnement post-apocalyptique de la franchise Mad Max.
Dévoilé officiellement le 10 juin 2013 lors de la conférence Sony à l'E3 2013, le jeu sort en septembre 2015 sur PC, PlayStation 4 et Xbox One.

## Trame
Le protagoniste est Max Rockatansky (Bren Foster), un ex-policier et conducteur expérimenté et chevronné essayant de survivre dans un désert hostile et sans fin, ravagé par le chaos et la destruction, tout en fuyant son passé et rongé par la vengeance. Un jour, il se fait agresser par les Warboys et leur chef Scrotus, qui lui volent son bolide, l'Interceptor, avant de l'abandonner au soleil. Avec l'assistance d'un mécanicien bossu un peu fou nommé Chumbucket, Max devra, pour se venger de Scrotus, fabriquer lui-même la voiture parfaite, la Magnum Opus.

## Système de jeu
Le monde est un immense désert et peut être exploré par le joueur. Il peut notamment récolter des ressources, par exemple du carburant et de la ferraille pour la Magnum Opus, de l'eau ou encore de la nourriture pour que Max régénère son état de santé. Des jetons permettent d'améliorer le personnage
Max peut aussi rencontrer, en plus des ennemis, des vagabonds qui peuvent interagir avec lui. Pour les phases de combat au corps à corps, Max peut, à l'image de la saga Batman: Arkham, parer les coups de l'ennemi en appuyant sur la touche appropriée. Quand un ennemi est à terre, ou bien affaibli, Max peut exécuter des combos avec son fusil et augmenter son niveau de rage. Le deuxième type de combat se fait au volant d'un véhicule, qu'il s'agisse de la Magnum Opus ou pas. Les Warboys et autres malfrats sont équipés de voitures de combat, et n'hésitent pas à attaquer s'ils voient le joueur, qui devra pour les combattre utiliser les talents de conduite de Max.
La Magnum Opus et le personnage de Max peuvent être, et doivent être améliorés si le joueur espère traverser le désert sans encombre. Qu'il s'agisse d'augmenter la résistance de la carrosserie pour que Max puisse percuter les véhicules adverses, ou bien d'équiper la voiture d'armes comme un harpon, qui peut être accroché pour arracher des pièces, éjecter des ennemis de leur véhicule, ou encore augmenter le niveau de l'armurerie, le blindage, le moteur, le kit nitro, etc. Chumbucket, qui se trouve à l'arrière du véhicule, peut réparer ce dernier en cas de dommages.

## Sortie
Dévoilé officiellement le 10 juin 2013 lors de la conférence Sony à l'E3 2013, la sortie du jeu est dans un premier temps prévue pour 2014, avant d'être finalement reportée pour 2015. Le jeu est disponible en septembre 2015 sur PC, PlayStation 4 et Xbox One.